# Eubaphe tripunctata
Eubaphe tripunctata là một loài bướm đêm trong họ Geometridae.